# کریستوفر فریتاس
کریستوفر فریتاس (انگلیسی: Christophe Freitas؛ زادهٔ ۹ مهٔ ۱۹۸۱) بازیکن فوتبال اهل فرانسه است.
از باشگاه‌هایی که در آن بازی کرده‌است می‌توان به باشگاه فوتبال لو مان اشاره کرد.